# U–857
Az U–857 tengeralattjárót a német haditengerészet rendelte a brémai AG Wessertől 1941. június 5-én. A hajót 1943. szeptember 16-án vették hadrendbe. Három harci küldetése volt, két hajót süllyesztett el, egyet megrongált.

## Pályafutása
Az U–857 első járőrútjára 1944. május 9-én futott ki Kielből, kapitánya Rudolf Premauer volt. A tengeralattjáró az Atlanti-óceán északi részén vadászott eredménytelenül. Augusztus 13-án befutott Bordeaux-ba. Második útjára 1944. augusztus 25-én indult, de a tengeren töltött 48 nap alatt nem ért el találatot.
Utolsó útjára 1945. február 6-án futott ki. Átszelte az óceánt, és április 14-én az amerikai partok közelében, 105 kilométerre a Hatteras-foktól északkeletre megtorpedózta a Belgian Airman belga gőzöst, amely cirokot és marhatakarmányt szállított Houstonból és New Yorkból Antwerpenbe. A 47 fős legénység egy tagja meghalt. A tengeralattjáró négy nap múlva a tenger fenekére küldte a Swiftcourt nevű amerikai tankert. Az első torpedótalálat után a tanker tüzet nyitott az U–857-re, így az kénytelen volt lemerülni. Később a búvárhajó újabb torpedót lőtt a hajóba, amely kettétört. A 47 fős személyzet elhagyta a hajót, egyikük vízbe fulladt. Öt óra múlva fedélzetére vette őket a Chancellorsville üzemanyagszállító.
Április 23-án az U–857 megtámadta a kísérő nélkül hajózó Katy norvég tankert. A torpedótalálat ellenére a hajó a felszínen maradt, és később Lynnhavenbe vontatták. A tengeralattjáró utoljára április 30-án adott életjelet.

## Kapitány
| Név             | Kezdőnap             | Zárónap           |
| --------------- | -------------------- | ----------------- |
| Rudolf Premauer | 1943. szeptember 16. | 1945. április 30. |

## Őrjáratok
| Indulás  | Indulónap           | Érkezés   | Zárónap             |
| -------- | ------------------- | --------- | ------------------- |
| Kiel     | 1944. május 9.      | Bordeaux  | 1944. augusztus 13. |
| Bordeaux | 1944. augusztus 25. | Flensburg | 1944. október 11.   |
| Horten   | 1945. február 6.    | *         | 1945. április 30.   |

* A tengeralattjáró nem érte el úti célját, elsüllyesztették

## Elsüllyesztett és megrongált hajók
| Dátum             | Hajó neve      | Nemzetisége      | Brt  |
| ----------------- | -------------- | ---------------- | ---- |
| 1945. április 14. | Belgian Airman | Belgium          | 6959 |
| 1945. április 18. | Swiftscout     | Egyesült Államok | 8300 |
| 1945. április 23. | Katy*          | Norvégia         | 6825 |

* A hajó nem süllyedt el, csak megrongálódott